# Dieu
Pour les articles homonymes, voir Dieu (homonymie) et Divin (homonymie).
Cet article traite de « Dieu » (nom propre, avec une majuscule). Pour le concept de « dieu » (nom commun), voir l'article Divinité. Le présent article traite principalement du Dieu unique du monothéisme et de la réflexion philosophique. Des articles spécifiques concernent le dieu unique du judaïsme (YHWH et Elohim), du christianisme (Trinité chrétienne), de l'islam (Allah) et du zoroastrisme (Ahura Mazda), entre autres.

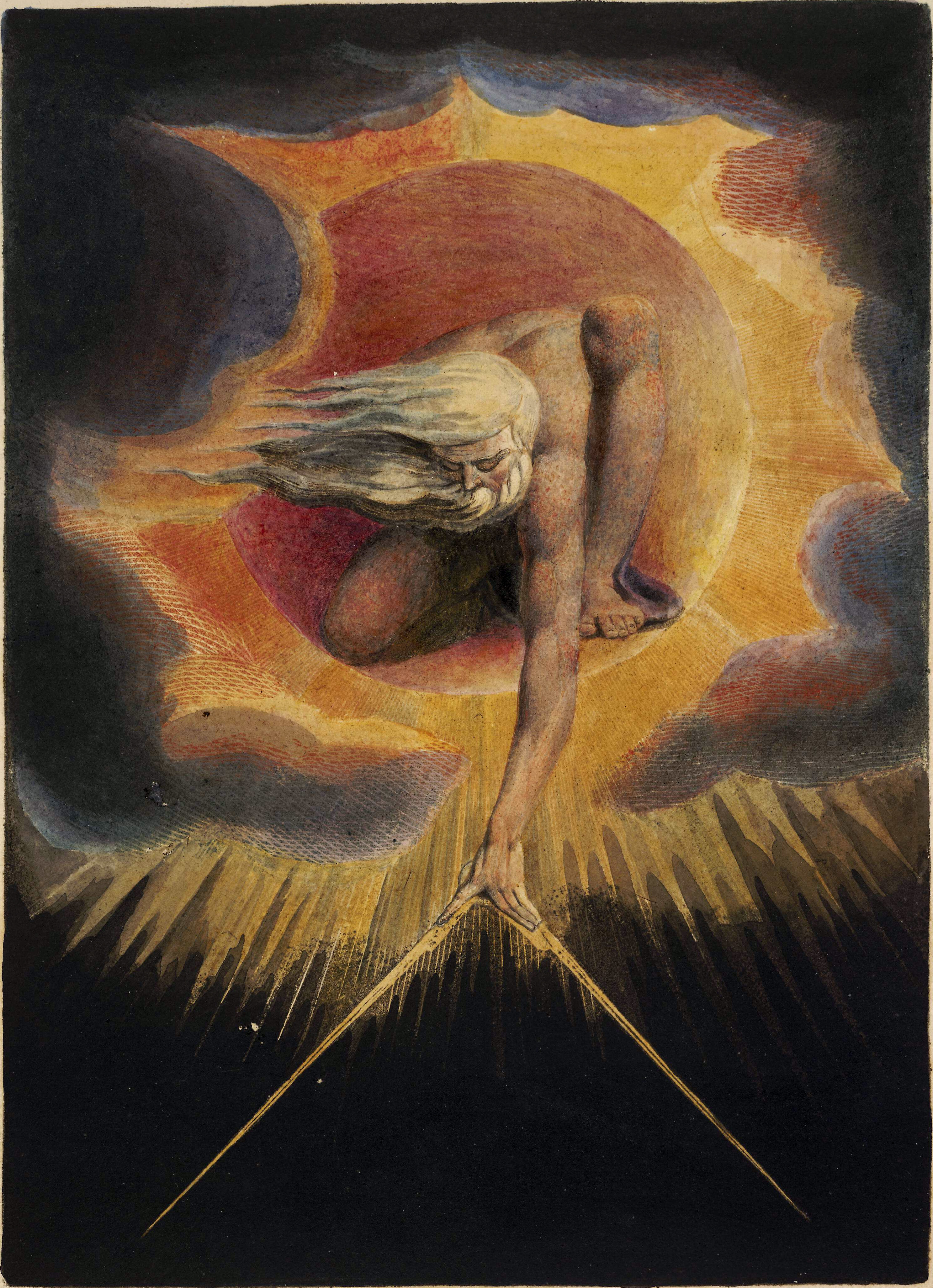
William Blake, L'Ancien des jours (Urizen mesurant le Monde),
gravure à l'eau-forte et aquarelle (1794), British Museum.

Dieu (hérité du latin deus, lui-même issu d'une racine indo-européenne *deiwos, « divinité », de la base *dei-, « lueur, briller » ; prononciation : ) est un être ou une force suprême structurant l'Univers ; il s'agit selon les croyances soit d'une personne, soit d'un concept philosophique ou religieux. Principe fondateur dans les religions monothéistes, Dieu est l'être suprême, unique, transcendant, universel, créateur de toutes choses, doté d'une perfection absolue, constituant le principe de Salut pour l'humanité et qui se révèle dans le déroulement de l'histoire,. Comme entité philosophique, Dieu est le « principe d'explication et d'unité de l'Univers ».
L'existence réelle d'un être suprême et les implications politiques, philosophiques, scientifiques, sociales et psychologiques qui en découlent font l'objet de nombreux débats à travers l'Histoire, les croyants monothéistes appelant à la foi, tandis qu'elle est contestée sur les terrains philosophique et religieux par les libres-penseurs, agnostiques, athées ou croyants sans Dieu.
La notion de Dieu revêt un considérable impact culturel, notamment dans la musique, la littérature, le cinéma, la peinture, et plus généralement dans les arts. La représentation de Dieu et la façon de nommer Dieu varient en fonction des époques et des systèmes de croyances.

## Étymologies et désignations

### Étymologie
Le mot dieu vient du latin deus, lui-même issu de la racine indo-européenne dei- « briller » qui, élargie en deiwo- et en dyew-, sert à désigner le ciel lumineux en tant que divinité ainsi que les êtres célestes par opposition aux êtres terrestres, les hommes. Étroitement liée à cette notion de lumière, c'est la plus ancienne dénomination indo-européenne de la divinité qui se retrouve dans le nom du dieu grec Zeus dont le génitif est Dios. De la même racine est issue la désignation de la lumière du jour (diurne) et du jour, lui-même (dies en latin).
Dans la langue française, le mot est attesté dès le tout premier texte français, les Serments de Strasbourg, en 842 sous les formes Deo au cas régime et Deus au cas sujet,. Dans ce texte, le terme désigne avec une majuscule la divinité du monothéisme chrétien. On trouve ensuite Deu et Dieu aux XIe et XIIe siècles. Il indique également une divinité du polythéisme à partir du XIIe siècle. Considéré comme un nom propre, le nom « Dieu » prend alors une majuscule ainsi que les métonymies ou les pronoms qui s'y substituent.
Les termes qui désignent Dieu dans les langues germaniques (𐌲𐌿𐌸 Guþ en gotique, Gott en allemand, God en anglais et en néerlandais, Gud dans les langues scandinaves, Guð en islandais) ont une autre origine, elle aussi indo-européenne, liée à la notion d'« appel » ou d'« invocation ». Sa plus ancienne mention écrite se trouve dans le Codex Argenteus, au VIe siècle. Ce Codex est une copie de la traduction de la Bible effectuée selon l'alphabet inventé par l'évêque Wulfila deux siècles plus tôt.
Les termes qui désignent Dieu dans les langues slaves (Бог en biélorusse, bulgare, macédonien, russe, serbe, ukrainien ; Bog en croate ; Bóg en polonais ; Bůh en tchèque) sont issus du proto-slave bogъ lui-même issu de l'indo-européen bhag-.
Dans le Tanakh (la Bible hébraïque), le Nom sacré par excellence s'écrit YHWH et ne se prononce pas.
Le nom de « Dieu » en arabe est « Allah » (الله) issu de l'arabe préislamique ʾilāh-.
Dans le calendrier, le nom dimanche vient du titre « Seigneur » donné dans la plupart des religions chrétiennes aussi bien au Père qu'à Jésus, le fils. Il est aussi donné indirectement, dans plusieurs langues romanes, au jeudi, jadis consacré à Jupiter.

### Difficulté de définition
Le concept de Dieu possède des aspects religieux et métaphysiques très divers, ce qui rend particulièrement difficile sa définition. Certains auteurs estiment même que Dieu est si grand qu'il échappe à toute tentative de définition par des mots humains. C'est en particulier le cas de ceux qui s'inscrivent dans une approche apophatique. Ainsi, par exemple, Jean Scot Erigène a pu écrire :

« Nous ne savons pas ce qu'est Dieu. Dieu lui-même ignore ce qu'il est parce qu'il n'est pas quelque chose. Littéralement Dieu n'est pas, parce qu'il transcende l'être. »

Et le Pseudo-Denys l'Aréopagite :

« Là, dans la théologie affirmative, notre discours descendait du supérieur à l'inférieur puis il allait s'élargissant au fur et à mesure de sa descente; mais maintenant que nous remontons de l'inférieur jusqu'au Transcendant, notre discours se réduit à proportion de notre montée. Arrivés au terme nous serons totalement muets et entièrement unis à l'Indicible. »

— Pseudo-Denys l'Aréopagite, De la théologie mystique.

## Élaboration deDieu

### Naissance des dieux

#### Fait religieux
Abordée au XIXe siècle, l'étude de l'évolution religieuse de l'humanité est un champ de recherche longtemps délaissé, victime d'une part de conceptions souvent « évolutionnistes » sous-tendant la démarche — présupposant un « sens » de l'histoire jalonné d'étapes précises, ou fondé sur l'idée de l'accomplissement d’une rationalité immanente — et, paradoxalement, victime de la spécialisation de la recherche au fil de l'accroissement de la connaissance des religions elles-mêmes. Certains grands noms de la sociologie des religions, parmi lesquels Émile Durkheim, Marcel Mauss, Georg Simmel et Max Weber, ont cependant jeté les bases de cette étude. Le sociologue des religions Yves Lambert, développant une grille d'analyse avancée par Karl Jaspers, propose la poursuite de cette approche par la sociologie historique et comparée des religions afin de présenter des clefs d'analyse pour l'appréhension du « fait » religieux, sans éluder la singularité de chacun des grands ensembles religieux. Jaspers a souligné la contemporanéité de changements radicaux intervenus à travers de grandes aires civilisationnelles en Iran, en Palestine, en Grèce, en Inde ou en Chine entre le VIIIe et le IIIe siècle av. J.-C. (particulièrement au VIe siècle av. J.-C.), permettant des innovations culturelles fondamentales — parmi lesquelles l'unicité et l'universalité de Dieu — lors d'une étape qualifiée par Jaspers de « période axiale ».
Suivant Yves Lambert, une religion est à considérer comme une « organisation supposant l'existence d'une réalité supra-empirique avec laquelle il est possible de communiquer par des moyens symboliques (prière, rites, méditations, etc.) afin de procurer une maîtrise et un accomplissement dépassant les limites de la réalité objective ». Cinq types de religions peuvent être distingués, qui correspondent à autant de moments « nouveaux » de l'histoire humaine, sans qu'il faille y voir pour autant une forme « évolutive », les modèles émergents n'étant pas exclusifs des précédents : aux premières religions connues (celles des peuples de chasseurs-cueilleurs) succèdent les religions orales agraires corrélatives à la sédentarisation, au développement de l'agriculture et de l'élevage. Les grandes civilisations antiques s'accompagnent de l'émergence des polythéismes auxquels succèdent les religions du salut, qui se transforment ensuite à partir du XVIe siècle. L'apparition du concept de « Dieu » s'opère à l'époque de l'« âge axial » qui, suivant Jaspers, correspond à « la naissance spirituelle de l'homme ».

#### Apparition des dieux
La religion mésopotamienne se distingue des religions orales agraires par différentes caractéristiques telles que l'apparition d'un panthéon, d'épopées, d'une caste sacerdotale nombreuse et hiérarchisée, de grands édifices religieux, de théodicée, etc. La plus ancienne liste de dieux connue figure sur des tablettes datant du XXVIIe siècle av. J.-C. et compte les noms de 560 dieux.
Les dieux locaux perdent peu à peu de leur prestige au fil de la domination étrangère pour constituer progressivement un « polythéisme au seuil du monothéisme ». C'est à cette époque, vers le VIe siècle av. J.-C. qu'apparaît au sein du peuple hébreu la mutation d'une monolâtrie — caractérisée par un aniconisme inédit — au monothéisme et qu'émergent « l'Unicité et la Transcendance absolues de Dieu ».

### Vers le(s) monothéisme(s)

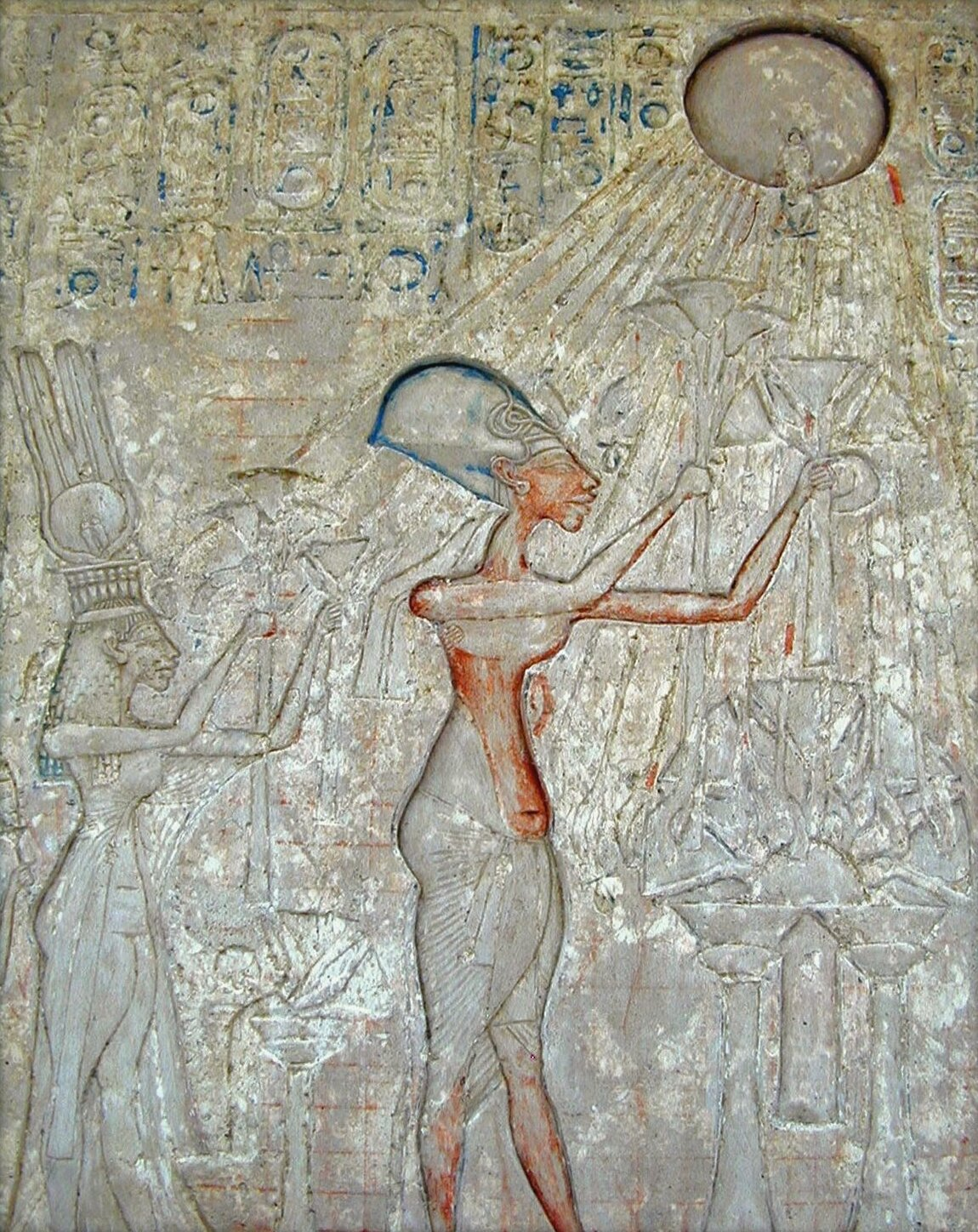
Bas-relief représentant (de droite à gauche) Akhenaton, Néfertiti et deux de leurs filles célébrant le culte d'Aton représenté sous la forme d'un disque solaire coiffé de l'uræus et d'où s'échappent des rayons solaires terminés par des mains, Amarna,

Au XIVe siècle av. J.-C., le règne d'Akhenaton est le cadre d'une brève révolution monothéiste fondée sur le culte d'Aton, dont la portée réelle est discutée. L'archéologue Alain Zivie souligne que les changements radicaux n'ont peut-être atteint que les élites, la cour royale et les grands temples, « avec de nettes limites géographiques aussi bien que thématiques et conceptuelles ». Ce culte s'effondre dès la disparition de ce pharaon. On a longtemps voulu y puiser l'origine du monothéisme biblique, ce qui est contesté par les historiens actuels : le monothéisme juif n'apparaît que huit siècles plus tard et ne revêt sa forme « exclusive » actuelle qu'au cours du VIe siècle av. J.-C., au retour du peuple juif de l'exil de Babylone,.
Pour Mireille Hadas-Lebel, l'idée du Dieu unique, à la fois créateur, miséricordieux et tout-puissant, s'est faite au terme d'une lente évolution dans le cas du monothéisme juif, qui était au contact de cultures et d'empires polythéistes. Citant à ce propos Marcel Gauchet, l'historienne souligne la nécessité d'une « extraterritorialité » religieuse pour le peuple juif : celui-ci peut alors s'affranchir du pouvoir impérial et du « culte de souverains puissants aisément divinisés par leurs sujets ».
Le monothéisme judaïque s'élabore dans un contexte plus propice à de telles idées : le roi babylonien Nabonide tente de faire du dieu lunaire Sîn le dieu unique de son empire, en Grèce, les présocratiques défendent l'unicité de la divinité contre le panthéon et les successeurs achéménides de Cyrus II le Grand — considéré lui-même comme un messie de YHWH — influencent le monothéisme judéen en faisant d'Ahura Mazda le dieu officiel de l'empire.

### Zoroastrisme
Le zoroastrisme est la première religion attestée proposant un salut éternel. Également appelé « mazdéisme », elle doit son nom à Zoroastre ou Zarathustra, apparaissant probablement à une époque que les spécialistes contemporains situent — malgré le silence des textes sacrés à ce sujet — vers le IXe siècle av. J.-C., avant qu'elle devienne la religion officielle du royaume de Darius Ier, vers 520 av. J.-C.. La minceur des sources conservées, composées à peine d'une vingtaine de Gathâs, des hymnes en vieil-avestique longtemps transmis oralement, pose des problèmes d'interprétations considérables qui partagent les chercheurs entre deux types d'interprétations.
La première fait du zoroastrisme la première religion monothéiste faisant état d'un salut dans un autre monde,. Ce point de vue se fonde sur deux observations, d'une part le rejet des daivas, les dieux traditionnels, et d'autre part l'omniprésence d'un seul dieu dans ces textes, une divinité unique dûment nommée, Ahura Mazda, le Maître attentif. Celui-ci, dont dérive le terme mazdéisme, est le dieu unique et créateur qui se révèle à Zoroastre et dont le règne doit s'établir à l'issue de la lutte dualiste entre le Bien et le Mal, personnifiés par deux agents divins jumeaux créés par Ahura Mazda qui est assisté par six « Immortels bienfaisants », six Entités qu'il a suscitées pour aider l'homme à faire le bien.
La seconde y voit le fruit de l'évolution religieuse d'un culte assez proche du védisme, en réformant les dérives ritualistes et sacrificielles mais conservant sa nature polythéiste ; toutefois, cette dernière position peut admettre un processus de monothéisation allant de pair avec un processus de théogenèse qui continue de peupler le panthéon de divinités nouvelles.
Si Zoroastre a pu être monothéiste — ou monolâtre —, il apparaît que ses héritiers inclinent vers une re-polythéisation, divinisant les Entités et réintroduisant des divinités antérieures dans une évolution qui peut faire penser à l'Égypte et diverge radicalement de celle du yahwisme judaïque. Cette tendance s'accentue au sein de l'empire perse, dans un processus de re-mythologisation qui conserve et accentue le dualisme. L'influence du zoroastrisme est débattue mais il est possible qu'elle ait existé dans une certaine mesure sur le judaïsme à partir de la libération des Israélites de Babylone par Cyrus II en 539 av. J.-C., à une époque où apparaissent les notions de résurrection, de jugement et de royaume de Dieu, sans qu'on puisse toutefois prouver formellement ces possibles emprunts.

### Du Dieu national au Dieu exclusif
Quand un monothéisme accepte la coexistence avec le polythéisme ou conçoit sa divinité « nationale », comme simplement « supérieure » à d'autres, on parle plutôt de « monolâtrie » ou d'« hénothéisme », termes de création récente.
Dans le judaïsme antique, si un premier yahvisme monôlatrique remonte probablement à la sortie d'Égypte, on ignore comment le dieu YHWH devient précisément le dieu national des deux royaumes de Juda et d'Israël. Yahvé revêt alors de multiples formes, fonctions et attributs : il est vénéré comme une divinité de l'orage à travers une statue bovine dans les temples de Béthel et de Samarie alors qu'à Jérusalem, il est plutôt vénéré comme un dieu de type solaire.
Le Deutéronome — proposant toujours une formulation monolâtrique qui ne nie pas encore les autres dieux — semble avoir été écrit vers 622 av. J.-C. quand le roi Josias entend faire de YHWH le seul Dieu de Juda et empêcher qu'il ne soit vénéré sous différentes manifestations comme cela semble être le cas à Samarie ou à Teman, dans l'idée de faire de Jérusalem le seul lieu saint légitime de la divinité nationale.

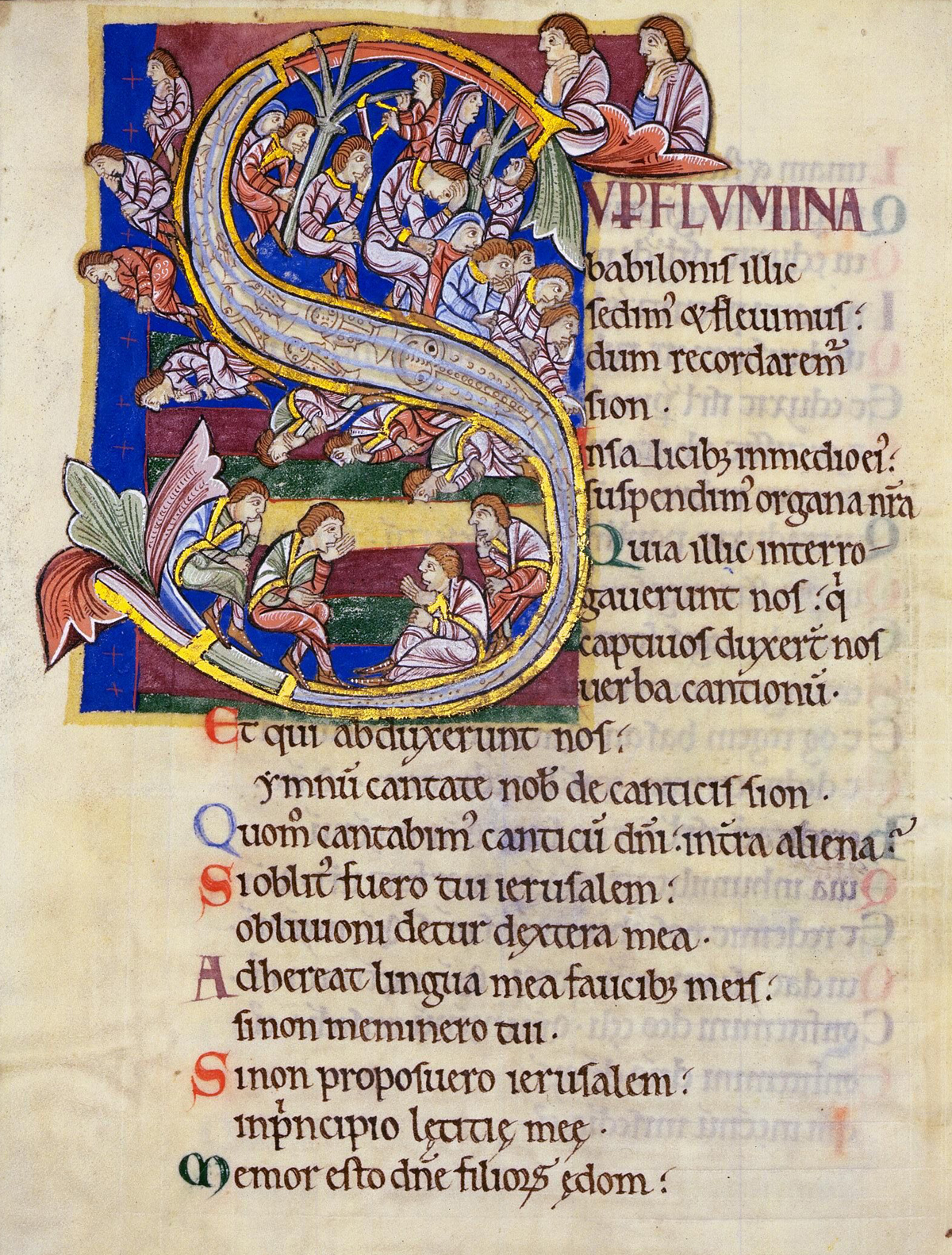
« Sur les rives des fleuves de Babylone » : le Psaume 137 (136) dans le Psautier de Saint-Alban, v. 1130.

L'émergence du monothéisme judaïque « exclusif » est liée à la crise de l'Exil. En 597 av. J.-C., l'armée babylonienne défait le royaume de Juda, l'occupe et déporte en exil à Babylone la famille royale et les classes supérieures. Dix ans plus tard, les Babyloniens ruinent Jérusalem et détruisent son Temple ; s'ensuit alors une deuxième déportation. C'est au sein de cette élite déportée et de sa descendance que l'on trouve la plupart des rédacteurs des textes vétérotestamentaires qui vont apporter la réponse du monothéisme au terrible choc et la profonde remise en question de la religion officielle engendrés par cette succession de catastrophes.
Non seulement la défaite n'est pas due à l'abandon par YHWH, mais c'est au contraire l'occasion de le présenter comme seul et unique Dieu : dans les récits que les intellectuels judéens écrivent alors, la destruction de Jérusalem, loin d'être un signe de faiblesse de YHWH, montre la puissance de celui qui a instrumentalisé les Babyloniens pour punir ses rois et son peuple qui n'ont pas respecté ses commandements. YHWH devient dès lors, au-delà de son peuple, le maître des ennemis de Juda.
Ainsi les rédacteurs du Deutéronome articulent leur réflexion théologique sur le thème de l'« élection » qui permet de répondre à la question que pose la conception d'un dieu unique de l'Univers entier et de sa relation spéciale avec le peuple d'Israël : c'est alors tout le peuple — se substituant au roi — qui devient l'élu de Dieu sur un mode d'exclusion, interdisant parfois le contact avec les peuples idolâtres. Le concept de « communauté d'Israël » apparaît alors et le culte de YHWH devient le ciment de l'identité judéenne.

### Dieupremierdes philosophes grecs
La philosophie antique, si elle a largement influencé les réflexions classiques et modernes sur Dieu, ne s'est paradoxalement qu'assez peu intéressée aux questions divines, considérant que le nombre important de dieux — les Grecs nourrissent le sentiment d'un monde tout entier habité par le divin — ne méritait pas un chapitre singulier de la philosophie. Par exemple, dans l'œuvre d'Aristote, qui alimente de manière considérable les réflexions théologiques tant juives que chrétiennes ou musulmanes, seule une portion ténue est consacrée à la question du divin. Ainsi, contrairement à la plupart des lectures rétrospectives qui en seront faites, lorsque Aristote évoque le divin (to théon), il s'agit d'un « universel abstrait », un être primordial, autosuffisant mais qui n'est nullement un « Dieu » unique et transcendant au monde.
On trouve néanmoins chez Platon la première occurrence connue du terme theologia en tant que « discours que l'on tient sur les dieux ». Le philosophe apporte diverses réponses au fil de ses différents Dialogues à la question de savoir quelle sorte d'être peut prétendre au titre de dieu, un principe divin exprimé parfois au singulier (theos), parfois au pluriel (theoi), parfois au neutre (theion) sans que le philosophe précise sa conception d’un être suprême, ni ne hiérarchise avec précision les êtres « divins » de la métaphysique. Ce n'est qu'au IIIe siècle, avec le néoplatonisme, lorsqu'une concurrence intellectuelle et morale se produit avec le christianisme émergent, que des philosophes comme Plotin, Porphyre ou Proclus font des questions théologiques l'objet principal de leur réflexion intellectuelle. Plotin (207-270) promeut l'idée du « Un » (en grec : to en), un principe premier transcendant qui domine la réalité et qui n'est connaissable qu'au travers de ses attributs.

### Dieu unique et Dieu d'Israël
Les religions abrahamiques voient Dieu comme le principe créateur, selon l'analyse de Mireille Hadas-Lebel : « Chez les Grecs, l’idée d’un principe unique qui anime le monde relevait de la philosophie. Chez les Juifs, il n’y avait peut-être pas de philosophes, mais cette idée de principe unique, cette intuition que l’on appelle monothéisme, était commune à tous, du plus grand au plus humble, et s’accompagnait de l’interdit de la représentation de la divinité, ce qui, dans un environnement idolâtre, paraissait la chose la plus étrange du monde.
Ce Dieu n’était cependant pas un principe abstrait, mais une force tutélaire : roi, père, juge qui veillait sur les Hommes et exigeait d’eux un comportement moral dont aucune divinité de l’Olympe ni de l’Orient antique ne pouvait donner l’exemple. Tel est le Dieu que prient encore aujourd’hui les Juifs ».
Il se peut que le culte de YHWH ait été prédominant parmi les Hébreux dès le Xe siècle av. J.-C., opposé à un polythéisme dès lors minoritaire. Cette hypothèse se fonde notamment sur l'étude statistique des occurrences des noms yahvistes. Toutefois, suivant une partie de l'exégèse moderne du début du XXIe siècle, l'idée de YHWH comme étant le Dieu unique apparaît pendant la période perse à la suite d'une réflexion monothéiste qui aboutit à l'affirmation — dans une polémique anti-idolâtrique — de cette unicité que l'on retrouve dans le Livre d'Isaïe rédigé dans une période comprise entre le milieu du VIe et le début du Ve siècle av. J.-C., le seul parmi les livres prophétiques bibliques à affirmer cette unicité. Probablement influencée par les conceptions religieuses des Achéménides, cette conception devrait également beaucoup à l'approfondissement de la tradition aniconique, le rejet des images étant un trait fondamental du judaïsme qui semble remonter aux origines de celui-ci.

## Dieu dans les religions abrahamiques
Les religions abrahamiques sont monothéistes, elles affirment l'existence d'un Dieu unique et transcendant.

### Judaïsme

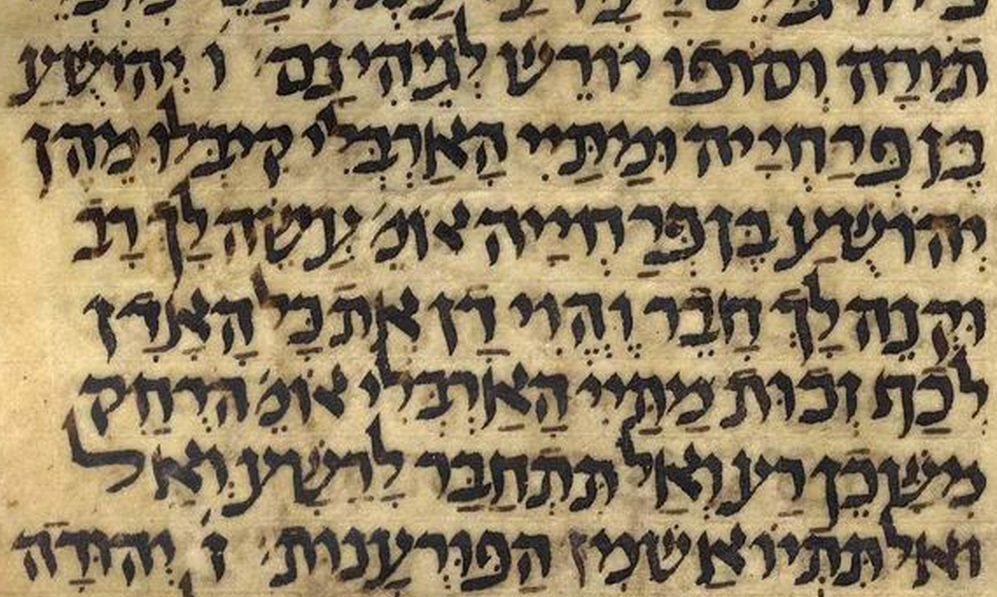
Le manuscrit Kaufmann, considéré comme l’exemplaire le plus exact de la Mishna,.

Au Moyen Âge, sous l'impulsion de la pensée arabe et grecque, la pensée juive élabore une théologie d'où ressort, entre autres, un principe énoncé par Saadia Gaon : « la pensée humaine, don de Dieu, est valide et source de vérité à l'égal de la Révélation ». Dès lors, la rationalité pour appréhender Dieu est légitimée comme devoir religieux, ce qui trouve un meilleur accueil, à l'époque, que la seule foi. Toutefois des désaccords apparaissent sur la question de savoir si la réflexion rationnelle concernant Dieu constitue ou non une forme suprême d'expérience religieuse. Juda Halevi apporte une réponse négative, affirmant que les preuves logiques ne permettent pas d'aboutir au Dieu d'Abraham, seule une « communication immédiate », une « Révélation divine » le permet.
Dans la Bible, Dieu est décrit en termes psychologiques : coléreux, content, triste, déçu, ayant de la pitié, aimant ou haïssant. Depuis Maimonïde, la tradition théologique hébraïque insiste sur la distinction entre le sens littéral des expressions parlant de Dieu et ses qualités : une manière d'en parler convenablement serait de lui attribuer des œuvres et des actions, et non des intentions ou des émotions car l'essence de Dieu est inconnaissable et dépasse l'entendement humain. Toutefois il parait assuré que Dieu et ses « attributs essentiels » ne forment qu'un.
La théologie judaïque s'attache à « fonder la croyance qu'il [Dieu] agit dans la nature et dans l'histoire, ce qui le met en relation avec l'homme de telle sorte que celui-ci se sente tenu de répondre ».
La Kabbale distingue le « Dieu en soi, caché dans la profondeur de son être » et le Dieu révélé qui se manifeste à travers sa création et de qui, seulement, on peut dire quelque chose, tout en mettant l'accent sur l'unité de ces deux aspects. Dans cette tradition, on insiste sur la présence de Dieu dans l'ensemble de sa création, disant que la Torah est l'incarnation vivante de la sagesse divine. La question « comment le monde peut-il exister si Dieu est partout ? » s'est alors posée. Pour y répondre, Isaac Louria a développé la doctrine du tsimtsoum.
À la suite des œuvres de David Hume et de Kant, les théologies judaïques se sont tournées vers la raison pratique et l'idéalisme moral pour parler de Dieu. Au XXe siècle, ont été développées des problématiques déistes modernes : Samson Raphaël Hirsch, Mordecai Kaplan, Franz Rosenzweig, Abraham Joshua Heschel, etc..

### Christianisme

#### Dieu un

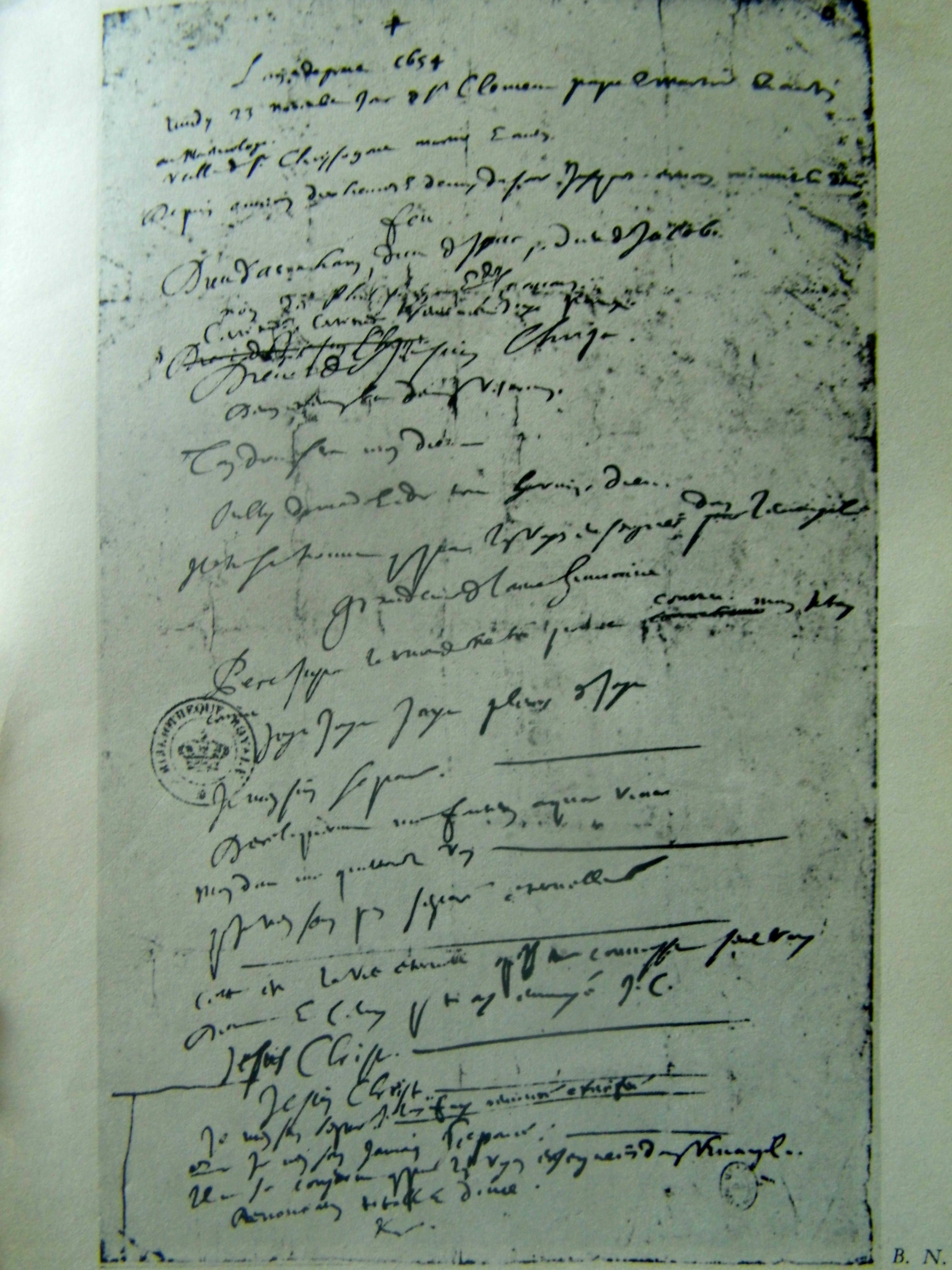
Manuscrit du Mémorial de Blaise Pascal (1654), Bibliothèque nationale de France.

Dès le début, la foi chrétienne s'appuie sur le Chema Israël : « Écoute Israël, Yahvé notre Dieu est le seul » (Deutéronome 6, 4), le modifiant dans un sens chrétien en adjoignant au Père le Fils et l'Esprit Saint pour former le Dieu trinitaire. Pour défendre la vision chrétienne de Dieu contre les accusations d'athéisme et la propager dans les milieux érudits, Justin de Naplouse (mort vers 165) et les premiers apologistes s'inspirent de l'apologétique judaïque et des tendances monothéistes hellénistiques. La conception chrétienne de Dieu s'élabore dans les premiers siècles du christianisme par une hybridation[réf. nécessaire] entre la pensée biblique et la pensée grecque notamment le néoplatonisme. Athénagoras d'Athènes (133-190) et Théophile d'Antioche (mort en 183) ont développé chacun des arguments en faveur de l'existence de Dieu. Irénée de Lyon (130-202), Clément d'Alexandrie (150-215) et Origène (185-253) ont développé chacun les deux idéaux spirituels de la connaissance de Dieu, celle passant par l'amour de Dieu, et l'autre par la contemplation. En s'inspirant de la doctrine philosophique du moyen platonisme, Clément d'Alexandrie, puis plus tard Grégoire de Nysse, (335-395) et plus tard encore le Pseudo-Denys l'Aréopagite qui vécut vers 500, ont proposé les trois voies suivantes d'accès à Dieu : l'affirmation, la négation et la voie d'éminence. Selon eux, on peut attribuer à Dieu une perfection rencontrée dans la création, à condition de préciser qu'elle ne se trouve pas en lui telle que nous la connaissons sur terre, mais de manière infiniment parfaite. Augustin d'Hippone (354-430)[source insuffisante] a approfondi la différence entre la foi procédant d'un témoignage auriculaire et la connaissance rationnelle de Dieu.
À la différence du Dieu impersonnel des néo-platoniciens, le Dieu chrétien est incarné, c'est un Dieu lumière intérieure qui « travaille » les humains au plus intime de leur être. Augustin insiste sur ce point dans ses Confessions : « Mais Toi, tu étais plus profond que le tréfonds de moi et plus haut que le tréhaut de moi »,. Dans le christianisme, deux conceptions de Dieu, celle de la religion et celle de la philosophie, tantôt cohabitent comme chez Augustin, tantôt sont séparées. Pour Goulven Madec, Blaise Pascal dans son Mémorial instaureInterprétation abusive ? une césure quasi définitive entre le Dieu des philosophes et le Dieu de la Bible en opposant nettement les deux : « Dieu d'Abraham, Dieu d'Isaac, Dieu de Jacob, non des philosophes et des savants »[pertinence contestée].
La question du mal donne lieu à un certain nombre de théodicées. Pour Augustin, et le christianisme après lui avec des variations, Dieu ne crée pas les vices du genre humain mais il en prend acte et traite les pécheurs comme il convient. La providence divine « en partie naturelle, en partie volontaire… gère la création, les mouvements des astres, la naissance, la croissance, le vieillissement des végétaux et des animaux… mais aussi les actions des hommes « qui échangent des signes, enseignent et s'instruisent, cultivent les champs, administrent les sociétés, s'adonnent aux arts », etc. ».
Selon B Studer, "la conception patristique est dominée par la thèse universellement répandue selon laquelle Dieu est absolument transcendant, tout en demeurant immanent à la création et, spécialement, à l'âme humaine". Sur le point de la transcendance divine, il existe des divergences. Pour Augustin et les pères cappadociens tels que Grégoire de Nysse ou Grégoire de Nazianze, Dieu est transcendant, c'est-à-dire bien au-dessus des hommes. La plupart des théologiens de l'Église d'Occident ont une optique différente et tentent selon l'expression de Lucien Jerphagnon de « donner de Dieu et de ses volontés l'idée claire et distincte s'imposant à tout le monde »[pas clair], bref les desseins de Dieu sont relativement accessibles à la pensée humaine. Au contraire, Augustin insiste sur le mystère de Dieu, sur la part insondable pour les hommes de la dimension divine, pensée résumée dans son dialogue philosophique sur L'Ordre par la formule « Dieu tout-puissant, qui est mieux connu en ne l'étant pas ».
Selon Augustin notamment, c'est pour sauver l'homme du péché que le Christ est descendu sur terre. Dieu a également mis en place la dispensatio temporalis, ou« l'économie du salut »,. Chez Augustin, la rédemption n'est pas systématique car elle est déterminée par le mystère de la grâce et la prédestination. Reprenant le thème paulinien de l'homme temple de Dieu, il écrit que Dieu construit « sa Maison, régit sa Famille, rassemble son Peuple, prépare son Royaume, pour l'avènement de la Paix définitive en sa Cité, par laquelle s'accomplira sa promesse : « je serai leur Dieu et ils seront mon peuple (Lv 26,12) ».

#### Dieu trinitaire

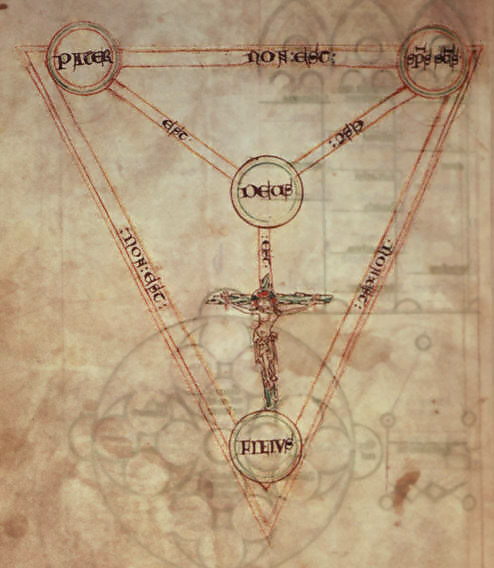
La version la plus ancienne du Scutum Fidei, manuscrit de Pierre de Poitiers, v. 1210.

Dès le début, le Christianisme primitif fait entrer les convertis dans la communauté de Jésus-Christ par le baptême au nom du Père, du Fils et du Saint Esprit (Matthieu 28, 19 et Didachè 7). Ce faisant, on fait prévaloir la terminologie Père, Fils, Esprit Saint, suggérant que les trois appartiennent de la même manière à la sphère divine. Au cours des deux premiers siècles, on tend à mettre en relief la préexistence du Christ en lui attribuant des noms indiquant au sein du judaïsme son origine céleste, et on manifeste un intérêt croissant pour la divinité du Christ que l'on appelle Dieu. En outre on ne semble pas douter de l'origine divine de l'Esprit Saint.
Les réactions anti-gnostiques et certains courants judaïques ayant tendance à fondre le Fils et l'Esprit dans l'unité divine. Théophile d'Antioche (IIe siècle) réunit le Père, le Fils et l'Esprit en une trias (Trinité) divine. Dans le Christianisme latin,Tertullien,(150-220), Hippolyte de Rome (170-235) et Novatien (220-258) cherchèrent à formuler la distinction entre le Père, le Fils et l'Esprit en se servant de la notion de personne, tandis que dans le monde de langue grecque, Origène d'Alexandrie (185-253) applique aux trois Personnes le terme d'Hypostase les considérant toutes les trois comme distinctes incorporelles et adorables. Toutefois, il ne formule clairement ni l'égalité ni l'union éternelle des trois personnes divines.
Arius qui excluait toute connaissance positive de Dieu, radicalisa les positions d'Origène en ce qui concerne le Père en tant que principe et contesta pour cela la divinité du Christ, ce qui conduisit à la réunion du concile de Nicée (325) pour clarifier définitivement la question. Celui-ci proclama la foi en Dieu unique, Père, Fils et Esprit Saint, affirmant que le Christ est de même substance que le Père, mais ne précisant rien concernant l'Esprit Saint. Concernant le Fils, il affirme« Jésus-Christ est le Fils unique de Dieu », « Dieu né de Dieu, lumière née de la lumière, engendré et non pas créé, consubstantiel au Père ».
La question de l'Esprit Saint n'ayant pas été précisée, le courant issu d' Arius qui contestait les décisions de Nicée mit en doute la divinité de l'Esprit Saint. Le concile d'Alexandrie de 362 enseigna qu'il y a en Dieu trois hypostase et une seule substance (ousia). Dans le prolongement les pères cappadociens Basile de Césarée, Grégoire de Nysse et Grégoire de Nazianze élaborerent la théologie de la Trinité qui fut adoptée par le concile de Constantinople en 381. Concernant la troisième personne divine, le concile affirme la foi "en l'Esprit Saint qui est Seigneur et donne la vie, qui procède du Père, qui avec le Père et le Fils est co-adoré et co-glorifié, qui a parlé par les prophètes".
Quelques années plus tard, entre 400 et 418, Augustin d'Hippone écrit un ouvrage, De la Trinité, qui marque le christianisme latin et insiste sur l'unité de la Trinité « Unitas Trinitas, Deus Trinitas, Deus Trinitatis », dont le mystère reste toutefois au-delà de ce qu'on peut en dire. Malgré tout la position nicéenne a du mal à s'imposer. Vers 500, à la suite notamment des invasions menées par des peuples professant l'arianisme, seul le royaume franc de Clovis et de Clotilde (465-545) adhère au christianisme nicéen. C'est à partir de cette base que le symbole de Nicée-Constantinople gagne l'Occident médiéval.
Au début de XXIe siècle, le symbole de Nicée-Constantinople est toujours considéré par la très grande majorité des chrétiens comme un des fondements de leur foi.
Dans l'iconographie chrétienne, il arrive qu'une colombe représentant le Saint-Esprit fasse le lien entre le Dieu le Père et Dieu le Fils. D'une façon générale, François Bœspflug distingue « six grandes périodes dans l'histoire iconique de Dieu et de la Trinité dans l'art ». La première période, celle du christianisme des deux premiers siècles, semble se refuser à la représentation de Dieu. Durant la seconde, qui court jusqu'à la fin du VIIIe siècle, le mystère trinitaire est peu représenté. La troisième période (du IXe siècle au XIe siècle) est dominée par l'image du Dieu-Christ en majesté. La quatrième période voit l'apparition, à côté du Dieu-Christ de gloire, d'un « Christ de pitié ». Durant la cinquième période, émergent des motifs nouveaux, tels que la « compassion du Père » et le couronnement de la Vierge. La sixième période voit le déclin de la représentation trinitaire, qui disparait pratiquement au XXe siècle au profit du Christ seul.

### Islam

Calligraphie du nom d'Allah en arabe (se lit de droite à gauche).

Dans l'islam, Dieu porte le nom d'Allah et constitue le cœur de la foi et de la pratique des croyants musulmans dont chaque aspect de la vie lui est ainsi relié à travers la religion.
Différentes sourates déclarent à propos de Dieu : " Il est le premier et le Dernier, l'Extérieur et l'Intérieur" (57, 3). "Où que vous vous tourniez, là est la face de Dieu." (2, 115). "Dieu est unique et il n'a pas d'associé." 6I, 63, 25, 2)"
Le métaphysicien persan Ghazali (1058-1111) dit de Dieu que "l'existant est son visage seul ", et qu'il est l'Unique Réalité tandis que le soufi de Tlemcen Abou Madyane (1126-1198) originaire d'Andalousie affirme de Dieu dans son Diwan que "sans Lui, toute la création, toi compris se dissipe et s'efface. Celui qui n'a pas dans son essence la racine de son existence, est radicalement impossible sans Lui (…) C'est Lui leur créateur, qui tient en main toutes les choses" Quant au persan Djalâl ud-Dîn Rûmî (1207-1273), il s'adresse ainsi à Dieu : Nos existences ne sont que non existences ; Tu es l'Être absolu (…) Ton souffle invisible nous déploie sur le monde." (Mathnavî I, 598).
Traditionnellement dépourvu de genre, c'est un créateur omnipotent, omniscient et omniprésent qui transcende toute sa création. Divinité centrale d'un monothéisme intégral et intransigeant, un et unique, maître des mondes et des destinées, juge du Jugement dernier, il s'est révélé à chaque prophète depuis Adam jusqu'à Mahomet. La sourate 112 — al-ikhlas — rassemble l'essentiel de la conception musulmane de Dieu : « Lui est Allah un, Allah l'impénétrable, Il n'engendre pas, il n'est pas engendré, et nul n'est égal à Lui ». Le Coran affirme également le caractère absolument transcendant de Dieu qui est pourtant tout à la fois d'une grande proximité avec l'homme et sa création dans et par laquelle il se manifeste. Hallâj (858-922) écrit à propos de la manière dont Dieu se manifeste : "Alors que le saint indique Dieu du dedans, la création indique Dieu au-dehors." Et Mohamed Iqbal (1873-1938) commente la sourate (50 16, "Nous avons créé l'homme, et nous savons tout ce qui se passe dans son cœur, et nous sommes plus proches de lui que sa veine jugulaire" en traduisant " En vérité, je suis prêt de toi." L'amour divin est également présent, comme l'atteste par exemple Fakr Irâqui (1211-1289) écrivant : "Sais-tu les paroles que l'amour me murmura à l'oreille? Je suis l'amour (…) au ciel et sur terre rien n'est pareil à moi." Et Ahmad al-Rifâ'i fait dire à Dieu s'adressant à lui :" C'est par moi qu'a eu lieu le pacte d'amour entre Moi et toi".
De nature indivisible, insécable, irréductible à une interprétation en termes de trinité à l'instar du christianisme trinitaire, Allah constitue une monade, seule vérité et seule réalité. L'islam insiste très fortement sur la foi en l'unicité d'Allah — le tawhid — et condamne vivement toute atteinte à cette unicité en lui adjoignant des associés. Ainsi, dans l'islam, l'associationnisme (shirk) est la seule faute catégoriquement impardonnable.

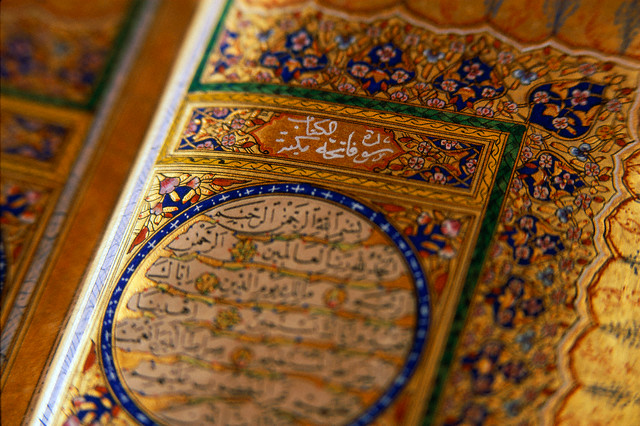
Coran datant de 1867 avec la première sourate, nommée traditionnellement Al-Fatiha (« l'ouverture »).

Allah mène les hommes dans une destinée dont ils ignorent et le sens et l'issue ; il peut à la fois les guider et les égarer, les punir et leur pardonner. Connaissant leurs moindres pensées, c'est le juge du Jugement dernier qui châtie les pécheurs et les incrédules et récompense les fidèles. Si sa fureur est régulièrement affirmée — il est parfois surnommé « le Terrible » ou « le Redoutable » — sa dimension la plus importante est la miséricorde dont il fait preuve, un trait caractéristique d'une grande intensité et universelle qui est rappelée au début de chaque sourate du Coran. Il ne faut pas oublier la beauté divine que chanta Rabi'â bint Ismâil al-'Adawiya (VIIIe siècle) qui fut vendue comme esclave dans son enfance, suppliant Dieu de ne pas la priver de Sa beauté éternelle," et dont Abou Madyan dit qu'il s'est égaré dans son extraordinaire beauté." (Diwwan).
Le texte coranique donne 99 noms différents à Dieu qui sont parfois répartis en deux catégories par la tradition entre ceux qui décrivent un Dieu proche de l'homme ou de la création et, d'autre part, ceux qui soulignent sa transcendance et son incompatibilité avec cette création.
Le Coran rapporte en outre des descriptions ou attributs anthropomorphiques de Dieu dont la portée sera disputée dès le début de l'islam : le Coran mentionne sa face, ses yeux, ses mains ou encore le trône sur lequel il siège. Pour la révélation du texte sacré de l'islam, Dieu s'exprime à travers l'ange Gabriel et le prophète Mahomet qui entend la parole divine mais pas sa voix. Dès le Xe siècle, le théologien sunnite Al Ash'ari considère qu'avec la puissance, la science, la vie, la volonté, la vue, l'ouïe et la durée, cette parole fait partie des éléments anthropomorphiques attributs de l'essence divine là où les premiers mutazilites ne voyaient que des métaphores. À la fois proche et lointain, humain et impénétrable, Dieu tel qu'il est décrit dans l'islam est — suivant le texte coranique — essentiellement un « mystère » (« ghayb ») qui ne saurait être ramené ou comparé à rien de semblable dans la création. C'est la « matrice exclusive de tous les univers » qui enjoint aux croyants, à travers Mahomet, de concentrer sur l'unicité de Dieu dans une affirmation qui devient le dogme fondamental de l’islam.
Eva de Vitray Meyerovitch cite un passage du Coran précisant la juste réponse de l'homme à Dieu : « L'homme bon est celui qui croit en Dieu (…). Celui qui pour l'amour de Dieu, donne son bien à ses proches, aux orphelins, aux pauvres, aux voyageurs, aux mendiants et pour le rachat des captifs. Celui qui s'acquitte de la prière ; celui qui fait l'aumône. Ceux qui remplissent leurs engagements; ceux qui sont patients dans l'adversité, le malheur, et au moment du danger, voilà ceux qui sont justes ! Voilà ceux qui craignent dieu ! » (Sourate II, 177).

## Dieu en Asie

### Hindouisme
Dans l'hindouisme, les Upanishads sont une méditation spéculative introvertie qui ouvre la voie de la découverte de Dieu ; ce qui permet de parvenir à la connaissance de l'unité ultime du soi authentique (Brahman). Le rapport personnel à Dieu laisse la place à une identité panthéiste avec une divinité impersonnelle, « le monisme absolu étant selon, Radhakrishnan, l'aboutissement du dualisme avec lequel commence la conscience pieuse ». Ce qui n'exclut pas qu'on trouve dans les Upanishads des formes théistes d'une vénération de Dieu.
Le Trimurti est une triplicité de dieux : Vishnou qui soutient et apporte le salut, Shiva réunissant en lui la mort et la vie, la destruction et la fertilité, qui s'offre à l'extase et à la méditation et Brahma, créateur du monde.

### Bouddhisme
Gautama Bouddha a rejeté l'existence d'un dieu créateur, a refusé d'approuver de nombreux points de vue sur la création, et a déclaré que les questions sur l'origine du monde ne sont pas en fin de compte utiles pour mettre fin à la souffrance. La tradition bouddhiste ne nie pas pour autant l'existence d'un créateur mais ne s'y intéresse pas vraiment, ne cherchant pas, par ailleurs à savoir qui a créé l'univers, ce qui serait une perte de temps et risquerait de retarder l'abolition de la souffrance, ni à tenter de concilier un amour qui serait divin avec la masse des souffrances présentes dans l'univers.
Le Bouddha historique n'était pas un athée, même si on a qualifié sa voie de religion sans Dieu. Son inspiration est l'éveil à l'illumination et à la vraie réalité dans le cycle des choses et des existences. Selon le Bouddhisme, ce qui est la fin ultime est ineffable, le rien absolu, dépassant ce qui est et ce qui n'est pas. En outre, au sein du Bouddhisme, l'une de ses composantes, le Petit Véhicule (hinayana), parle du Nirvana en termes de détachement et d'évanouissement, tandis que sa seconde composante, le Grand Véhicule (mahayana), le fait en termes d'illumination et de libération.

### Sikhisme

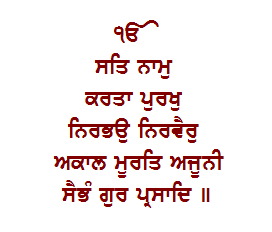
La Mul Mantra, en écriture gurmukhî.

Inspirée entre autres des traditions religieuses hindoue et islamique, le sikhisme connaît lui aussi un Dieu « strictement monothéiste ». Pour cette religion, le Dieu unique est créateur du monde, tout puissant, transcendant et immanent, infini et éternel, sans forme,, juste et plein d'amour. Être personnel, il est inconnaissable dans son essence.
La Mul Mantra, qui marque le débute du Livre saint du sikhisme, le Guru Granth Sahib, énumère en une formule les attributs de la Divinité. Cette prière commence ainsi : « Une, Énergie créatrice, Manifestée, Vérité est son nom… ».

## Dieu et les attitudes spirituelles

### Dieu des mystiques
Le mysticisme, mot qui vient du grec mystikos signifiant « caché », postule que l'on peut acquérir une connaissance de réalités qui ne sont pas accessibles à la perception sensorielle ou à la pensée rationnelle. C'est un phénomène que l'on retrouve dans de nombreuses cultures, généralement associé à une tradition religieuse, caractérisé par une recherche de l'invisible et le témoignage de la présence de l'absolu (Dieu ou divinité), dont la révélation finale se fait au terme de dévoilements successifs. L'expérience mystique, marquée par un profond impact émotionnel, est généralement le résultat d'un entraînement spirituel impliquant une combinaison de prières, de méditation, de jeûne, de discipline corporelle et de renoncement aux préoccupations terrestres.
Dans les monothéismes abrahamiques, à la différence du bouddhisme et certaines variétés de l'hindouisme où il n'y a pas à proprement parler de figure divine personnifiée, les mystiques décrivent l'expérience mystique comme accordée par Dieu lui-même dont ils affirment souvent ressentir la proximité. La mystique se présente comme une théologie de l'expérience, parallèlement à une connaissance de Dieu fondée sur les Écritures. Depuis les XVIe et XVIIe siècles, dans un univers culturel où s'affrontent la foi et la raison, la mystique reste l'objet de suspicions face aux théologies institutionnelles. Selon Michel de Certeau, elle peut donc apparaître comme une « théologie humiliée », rejetée comme inférieure.
Mais l'extase peut également révéler des éléments théologiques précis, comme chez certains mystiques chrétiens une vision de la Trinité. La mystique propose une lecture intériorisée de l'indicible et exprime souvent Dieu en termes de négation : Dieu n'est pas dans le sens où les créatures sont et le seul moyen de s'approcher de son infinie transcendance est, dans un premier temps, d'éprouver ce qu'il n'est pas. La révélation du Dieu invisible nécessite le recours aux images, à un langage métaphorique souvent proche de la poésie, éloigné des spéculations théologiques, et dont la lumière est un élément récurrent. On la retrouve par exemple dans le Sefer HaBahir – le Livre de la Clarté – un texte de la Kabbale du XIIe siècle mais aussi, vers la même époque, chez le grand maître du soufisme Ibn Arabi, dans Tardjumân al-ashwâq - L’interprète des désirs ardents.

### Dieu du déisme
Le déisme — forgé sur le terme latin deus — désigne l'affirmation rationnelle de l'existence de Dieu, proposant une forme religieuse conforme à la raison, exclusive des religions révélées, proposant d'arriver à Dieu par des voies exclusivement humaines, sans pour autant pouvoir en déterminer les attributs. C'est un Dieu du raisonnement plutôt qu'un Dieu de foi ou de culte, bien que Kant ait proposé « culte de Dieu » ramené à la pratique morale « en esprit et en vérité ». Le concept se développe essentiellement en Angleterre et en France à partir du XVIIe siècle, mais est difficile d'accès et ambigu, car il réfère à plusieurs systèmes distincts. On ne l'utilise plus guère en dehors de ses applications historiques.
À l'instar du terme « théisme » dont il est assez proche, le mot apparaît en France dans les violentes luttes théologiques et religieuses du XVIe siècle dans un usage péjoratif cherchant à discréditer l'adversaire. Il apparait en relation avec les antitrinitaires sociniens et est attesté pour la première fois sous la plume du pasteur Pierre Viret en 1534 qui y voit des blasphémateurs, des « athéistes » qui s'ignorent. À partir du XVIIe siècle, lorsque, sous l'influence de la science nouvelle et de l'émergence de nouvelles manières de penser, la perception du concept de nature — fondamentale en théologie et en philosophie — se modifie, le déisme évolue vers une forme de religion naturelle.

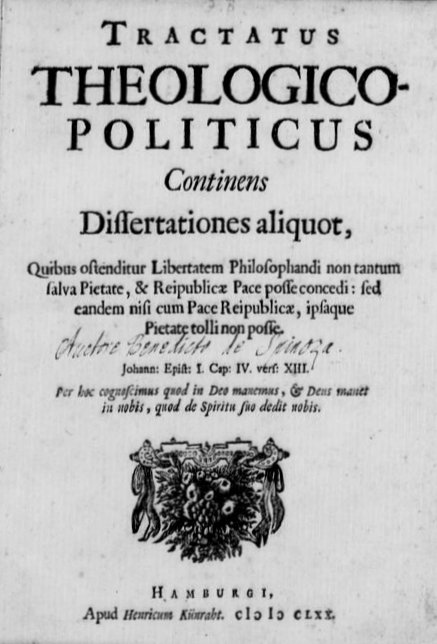
L'édition originale du Traité théologico-politique de Spinoza, 1670.

Pour leurs critiques apologètes chrétiens, les déistes, prétendant arriver à Dieu sans l'aide de Dieu, en se passant de la Révélation, sont impies et pécheurs. Les déistes ne forment cependant pas un groupe homogène et il existe une grande variété de positions, suivant les auteurs déistes, par rapport à ce qui a trait tant à la nature de Dieu, qu'à la providence ou encore à l'immortalité de l'âme. John Locke développe ainsi un « christianisme raisonnable », tandis que Spinoza est classé ou non, selon les époques, dans leurs rangs. La question centrale est, plutôt que celle de l'existence de Dieu, celle de sa Révélation que les déistes rejettent avec l'immortalité de l'âme, à la différence des théistes.
Le XVIIIe siècle voit l'apparition d'une nouvelle logique des questions philosophiques, qui amène à l'effacement de Dieu comme le personnage central autour duquel s'articule la métaphysique : la question de son existence et de sa nature est désormais disputée, passant du stade de vérité première à celui d'hypothèse bientôt dispensable. Rousseau, suivant lequel la nature est plus éloquente sur Dieu que les subtilités scolastiques, propose le Dieu de la foi déiste comme volontaire et intelligent, mouvant l'Univers et animant la nature, tandis que l'homme est libre dans ses actions et doté d'une âme immatérielle. À la différence de Kant, il associe la nature à l'ordre divin, tandis que ce dernier établit une différence ontologique entre les deux. Pour Kant, le déisme envisage Dieu comme la « cause du monde », un principe régulateur qui ne peut satisfaire complètement les attentes de l'homme ; pour le philosophe, le déisme « recourt à Dieu pour penser la science en tant qu'elle progresse ». Plus tôt, Voltaire, admirateur de Newton et de sa mécanique rationnelle du monde, voit en Dieu l'« horloger de l'Univers » et tourne la providence en dérision.
La difficulté de donner des contours clairs au concept de Dieu et la fragilité et l’ambiguïté de celui-ci dans le déisme ont empêché ce dernier d'avoir une postérité réellement significative en tant que courant religieux. « Effort pour penser sans préjugé et sans dogmatisme le concept de Dieu », des éléments du déisme peuvent cependant être reconnus dans le cadre du renouveau de la théologie naturelle depuis la fin du XXe siècle. Certaines enquêtes montrent d'ailleurs qu'en France, la religion naturelle est une option philosophique — souvent inconsciente — de certains croyants non pratiquants qui envisagent Dieu comme le créateur et le gouverneur du monde, jugeant les individus sur leur conduite morale et rétribuant les mérites, dans une attitude assez proche du déisme.

### Athéisme
En grec ancien, l’adjectif ἄθεος / átheos composé du mot θεός / theós, « dieu » précédé d'un « ἀ- » privatif, signifie « sans-dieu ». La constitution étymologique des mots « athéisme » et « athée » n'est pas sans poser de problème chez les auteurs qui traitent de ce sujet : le « a- » privatif peut être compris de différentes manières, exprimant parfois la négation — l'affirmation que Dieu n'existe pas — parfois la privation — l'accusation de méconnaitre la divinité ou les divinités comme il le faudrait, ainsi que dans l'antiquité gréco-romaine, les Romains en faisaient le reproche aux chrétiens, puis, au Moyen Âge, les courants orthodoxes contre les christianismes hétérodoxes. Ainsi, cette terminologie relativement pauvre pour définir un phénomène complexe est restée longtemps négative, les termes même enfermant les athées « dans la catégorie négative des négatifs négateurs ». Il existe ainsi différents athéismes, variés « dans leurs expressions et dans leurs fondements ».
Dans l'antiquité grecque, le préfixe « a » indique une absence de dieu revendiquée dès le Ve siècle av. J.-C. et prend le sens de « rompre la relation avec les dieux » ou « nier les dieux » à la place de l’ancien sens grec ἀσεβής / asébês, « impie, sacrilège ». Cette notion — qui suppose l'idée de divinité donc probablement postérieure aux religions, mais antérieure aux trois monothéismes — est présente chez les atomistes grecs — au rang desquels on compte Démocrite et Épicure — mais aussi chez les Indiens dès le VIe siècle av. J.-C. avec les Charvakas. Mais il s'agit souvent davantage d'un type d'agnosticisme, voire de laïcité dont la portée est débattue par les chercheurs. On peut identifier un penseur réellement irréligieux avec le poète et philosophe romain Lucrèce qui, prolongeant Épicure, explique au Ier siècle av. J.-C. que l'homme invente des dieux pour expliquer ce qu'il ne comprend pas.
On peut distinguer l’« athéisme pratique » consistant à vivre comme s'il n'y avait pas de dieu — ce qui n'empêche pas par ailleurs de se déclarer croyant, indifférent ou incroyant — et l'« athéisme théorique » qui se fonde sur des spéculations philosophiques, morales ou scientifiques.
Ce dernier processus a pris du temps et les bases de l'athéisme moderne puis contemporain se posent au cours des XVIe et XVIIe siècles. On trouve notamment chez Baruch Spinoza (1632-1677) — qui ne se dit pas athée — une résurgence de l'inspiration critique et rationaliste de l'Antiquité : celui-ci identifie Dieu et la nature (Deus sive natura, « Dieu ou la nature ») ce d'où découle un naturalisme (la nature est tout, le surnaturel n'existant pas) ou un panthéisme (Dieu est tout), qui sera d'ailleurs longtemps confondu avec l'athéisme. À partir du XVIIIe siècle, l'athéisme — même très minoritaire — se structure autour du refus radical de toute transcendance, de tout surnaturel et même de toute foi. D'Holbach (1723-1789) est ainsi l'auteur d'une œuvre philosophique profondément anticléricale et athée que précède une œuvre radicale mais longtemps peu connue, celle du curé Jean Meslier (1664-1729). Les arguments relèvent essentiellement de la notion de nature — qui n'obéirait qu'à ses propres lois et non à un créateur imaginaire — et à celle de matière, présentée comme éternelle dotée de son énergie propre. La réflexion porte également sur la notion de mal qui contredit l'existence d'un Dieu bon et omnipotent, un Dieu dont par ailleurs l'adoration et le service s'opposent à la liberté et à la dignité humaines.
Cette base humaniste de l'athéisme s'épanouit au cours du XIXe siècle — essentiellement dans le monde germanique — et celui-ci cesse d'être une exception philosophique, dans le sillage du philosophe hégélien Ludwig Feuerbach (1804-1872) qui publie en 1841 l’Essence du christianisme. Selon lui, le divin n'est que l'essence de l'homme objectivée et hypostasiée ; « l'homme a créé Dieu à son image » et en toute religion, c'est donc l'homme qu'on adore. L'athéisme devient une « religion de l'homme », postulant Homo homini deus (« L'homme est un dieu pour l'homme »). Karl Marx poursuit la démarche humaniste de Feuerbach mais en conteste bientôt la dimension religieuse en soulignant sa dimension politique, arguant que « l'essence humaine […] dans sa réalité effective, […] est l'ensemble des rapports sociaux » et non « une abstraction inhérente à l'individu isolé », ajoutant que tout élément poussant au mysticisme devrait trouver « [sa] solution rationnelle dans la pratique humaine ». Chez Marx, pour lequel critique de la religion et critique de la société vont de pair, il ne convient plus d'interpréter différemment le monde mais de le changer.
Un peu plus tard, Friedrich Nietzsche (1844-1900) — qui déteste le socialisme dont il considère qu'il prolonge le christianisme — confère une radicalité nouvelle à l'athéisme en développant le thème de la « mort de Dieu ». Il explique que l'homme cherche un principe au nom duquel mépriser l'homme, et s'invente un monde imaginaire qui lui permet de calomnier ce monde-ci, ne saisissant qu'un néant dont il fait un Dieu, dans lequel la religion projette toutes les valeurs, dévalorisant de ce fait le monde réel.
L'athéisme trouve une dimension supplémentaire avec les travaux de Sigmund Freud (1856-1939), notamment dans son ouvrage L'avenir d'une illusion, publié en 1927. Celui qui considère la foi comme un symptôme exprimant la détresse, voit en Dieu un « père transfiguré » — meilleur et plus puissant que l'autre — et en la religion une « névrose obsessionnelle universelle », qui, si elle est souvent utile tant pour l'humanité que pour l'individu, n'en demeure pas moins une illusion : croire en Dieu, c'est prendre ses désirs pour des réalités.

### New Age
Un trait commun aux divers courants du New Age est le rejet du dualisme au profit d'une recherche de l'harmonie. Ainsi les adeptes n'opposent pas la matière à l'esprit ou le visible à l'invisible et considèrent que l'ensemble de l'Univers est constitué de la même essence divine. Selon ce mouvement, il n'y a pas de véritable séparation entre la Création et son Créateur, dans une approche qui ne correspond pas à celle du Dieu personnel et transcendant des monothéismes : au contraire, cette vision immanente de la divinité se rapproche des conceptions panthéistes. Ainsi, pour certaines franges du New Age « Dieu est en tout et tout est en Dieu » ; Dieu s'apparente alors à un « Grand Être universel » qui n'appartient à aucune religion et qui vibre au plus profond des êtres, le salut passant essentiellement par la transformation de soi.

## Philosophie

### Principe premier ou unique
Les philosophes ont conçu la divinité de manières très diverses. Chez certains, le polythéisme n'exclut pas un principe divin suprême à l'instar du logos ou « raison immanente de l'Univers » chez les stoïciens, mais il s'agit davantage de principe premier plutôt que de principe unique dans un monde pour lequel, comme le rappelle Platon, « tout est plein de dieux ». Platon voyait une divinité « bonne » et unique comme une cause première, créatrice ou démiurge assistée de dieux subalternes, ordonnateur d'une matière qu'il n'a pas créée, et Aristote comme la fin de toutes choses. Descartes le voit comme transcendant infiniment le monde qu'il a créé, Spinoza le pense immanent (Deus sive Natura), une tradition néo-platonicienne avance que Dieu n'est pas car il est au-delà de l’Être (théologie négative), etc..

### Principe explicatif ou être actif
Dans le Vocabulaire technique et critique de la philosophie, sous la direction d'André Lalande, Dieu est analysé suivant deux axes principaux :
- Dieu considéré comme un principe explicatif :
  - Au point de vue ontologique : principe unique et suprême de l'existence et de l'activité universelle, résumé par la phrase « Dieu est l'être des êtres, la cause des causes, la Fin des fins : voilà comment il est le véritable absolu ».
  - Au point de vue logique : principe suprême de l'ordre dans le monde, de la raison dans l'homme et de la correspondance entre la pensée et les choses.
- Dieu considéré comme un être actif :
  - Au point de vue physique : être personnel, supérieur à l'humanité, qui donne des ordres et fait des promesses, auquel on adresse des prières et qui les exauce s'il le juge bon. Généralement allié et protecteur d'un groupe social, il peut être un dieu parmi d'autres avec lesquels il entre en conflit, dans la mythologie.
  - Au point de vue moral : être personnel tel qu'il soit, par son intelligence et sa volonté, le principe suprême et la garantie de la moralité.

Kant est alors un exemple d'une vision de Dieu principalement comme principe explicatif : Dieu existe comme « Idéal de la Raison pure ». La définition de Dieu par Descartes, « Dieu est l'être parfait », malgré son équivoque peut être comprise comme une identification de l'ordre ontologique et de l'ordre moral. La monadologie de Leibniz est un effort de synthèse de toutes ces facettes.

### Arguments sur l'existence de Dieu
Au cours de l'histoire de la philosophie de nombreux arguments ont été fournis en faveur et en défaveur de l'existence de Dieu ou de la croyance en cette existence. Les arguments sur l'existence même de Dieu peuvent être des arguments métaphysiques ou empiriques, ceux portant sur la croyance en Dieu sont dits arguments épistémiques.
De nombreuses positions existent aussi bien chez les défenseurs de l'existence de Dieu que chez leurs adversaires. On peut les regrouper et distinguer schématiquement les grandes positions suivantes :
- L'athéisme fort : « Dieu n'existe pas »
- L'athéisme faible : « Il est presque certain que Dieu n'existe pas »[167]
- L'agnosticisme : « on ne peut pas savoir si Dieu existe »
- Le théisme faible : « Dieu existe, mais cela ne peut être prouvé ni réfuté » (L'« existence » qui suppose une insertion dans l'immanence n'appartient pas aux attributs de Dieu[168][réf. incomplète].)
- Le théisme fort : « Dieu existe, et cela peut être prouvé »

Une discussion détaillée des arguments soutenant ces différentes positions se trouve dans l'article arguments sur l'existence de Dieu. Voici une présentation volontairement limitée des principaux arguments en faveur de l'existence de Dieu et de leur réfutation par Emmanuel Kant.

#### Arguments classiques en faveur de l'existence de Dieu
Trois arguments classiques sont a posteriori : partant de l'expérience prise comme conséquence pour remonter à son principe.
- L'argument ontologique a notamment été formulé par Saint Anselme[170], Descartes[171], et réécrit par Gödel[172], il se présente sous la forme générale du syllogisme suivant :
  1. Dieu est un être parfait.
  2. L'existence est une perfection.
  3. Dieu a pour propriété l'existence
- L'argument cosmologique. Proposé par Aristote[173], et surtout réutilisé par les théologiens chrétiens[174], il peut se présenter ainsi :
  1. Si l'Univers est compréhensible, alors tout a une cause, la cause a elle-même une cause et ainsi de suite.
  2. Or, si la suite est infinie alors l'Univers n'est pas compréhensible (ce qui viole la première prémisse)
  3. Donc la suite n'est pas infinie. Il existe une cause ultime ou cause première qui n'est causée par rien et que l'on peut appeler Dieu.
- L'argument téléologique peut se formuler sous la forme du syllogisme suivant :
  1. Il existe de l'ordre dans la nature
  2. Or la matière ne produit pas spontanément de l'ordre
  3. Donc la cause de l'ordre de la nature est intentionnelle

Ces trois arguments sont, comme tous les autres, l'objet d'une vive controverse depuis leur premier énoncé, et de l'avis de la majeure partie des commentateurs aucun ne peut emporter l'adhésion à lui seul. Pascal qui n'acceptait comme arguments en faveur de l'existence de Dieu que les prophéties et les miracles (le pari pascalien n'étant pas présenté comme une preuve), en parle en ces termes : « Les preuves de Dieu métaphysiques sont si éloignées du raisonnement des hommes et si compliquées, qu’elles frappent peu, et quand cela servirait à quelques-uns, cela ne servirait que pendant l’instant qu’ils voient cette démonstration, mais une heure après, ils craignent de s’être trompés ».
Anselme de Cantorbéry, le premier proposa un argument a priori : l'idée de Dieu, et ses conséquences, rend nécessaire l'existence de Dieu sans qui il ne saurait y avoir d'idée de Dieu. Cet argument se retrouve aussi chez Descartes et Leibniz.
Kant (dans Critique de la raison pratique) et Nédoncelle ont développé des preuves, dites morales, où l'existence de Dieu est seule capable d'expliquer la conscience morale, chez le premier, ou l'ordre des personnes humaines, chez le second.

#### Position des grandes religions
L'Église catholique, depuis l'encyclique Æterni Patris (1879), réaffirme la validité des Quinque viae, les « cinq voies » de Thomas d'Aquin qui reposent sur l'analogie métaphysique de l'être et s'inspirent du « Je suis celui qui suis » du Livre de l'Exode.
Ce point de doctrine a été rappelé par le pape Jean-Paul II dans l'encyclique Fides et Ratio et plusieurs déclarations. Il déclare aussi que "quand on parle de preuves de l’existence de Dieu, il faut souligner qu’il ne s’agit pas de preuves scientifico-expérimentales." Mais plutôt d'une façon pour l'intelligence humaine de ne pas abdiquer face à la complexité du monde et une stimulation pour la réflexion. Elles sont d'abord un soutien de l'intelligence à la foi des croyants, et non destinée à la conversion des sceptiques.
Dans le judaïsme, la question ne se pose pas, non par tabou mais du fait même de la conception de la transcendance : Dieu dépasse totalement l'entendement humain. Vouloir cerner son concept de manière analytique est voué à l'échec par sa nature même. Certains auteurs juifs n'hésitent pas à nier toute possibilité de « parler » de Dieu.

#### Critique de la preuve ontologique
Au livre II de la Critique de la raison pure, Emmanuel Kant montre que l'argument cosmologique et l'argument téléologique (qu'il nomme argument physico-théologique) se fondent sur l'argument ontologique. En effet, après avoir observé la contingence du monde, l'argument cosmologique doit poser l'existence d'un être nécessaire ; il est alors obligé de recourir à l'argument ontologique, qui déduit du concept de Dieu qu'il existe. Quant à l'argument physico-théologique, à partir de l'observation de fins dans la nature, il en conclut qu'il a fallu un créateur pour que le monde existe (argument cosmologique), et que ce créateur doit exister nécessairement (argument ontologique).
Si l'argument ontologique est réfuté, l'argument cosmologique et l'argument téléologique tombent avec d'après Kant. Kant propose donc une réfutation de l'argument ontologique dans l'espoir de ruiner toutes preuves de l'existence de Dieu. Pour Kant, l'existence n'est pas une propriété intrinsèque, on ne peut pas légitimement dire que l'existence appartienne au concept de Dieu : c'est confondre le contenu conceptuel et le prédicat existentiel d'une chose. Ainsi, pour Kant, le concept de Dieu demeure le même, qu'il existe ou pas : ce « concept de Dieu » ne prouve rien, n'indiquant qu'une possibilité,. Afin de l'illustrer, Kant prend l'exemple suivant : « Cent thalers réels ne contiennent rien de plus que cent thalers possibles. Car, comme les thalers possibles expriment le concept et les thalers réels, l'objet et sa position en lui-même, au cas où celui-ci contiendrait plus que celui-là, mon concept n'en serait pas le concept adéquat. Mais je suis plus riche avec cent thalers réels qu'avec leur simple concept (c'est-à-dire avec leur possibilité). »
En bref : la conséquence du raisonnement ontologique est que l'« idée de Dieu » existe, mais l'existence elle-même de Dieu n'est pas une idée.

#### Question repensée à nouveaux frais
La philosophie des religions, et la question des preuves de l'existence de Dieu, ont connu un grand renouveau dans le sillage de la tradition analytique. Des auteurs tels que Peter Geach, Richard Swinburne, Alvin Plantinga, Antony Flew, John Leslie Mackie, et Jordan Howard Sobel se demandent quelles raisons nous avons d'affirmer ou de contester l'existence d'un être surnaturel dont dépendrait l'existence du monde.
Tandis que les autres philosophes sont soit catholiques, soit protestants, soit anglicans, la caractéristique d'Antony Flew, qui lui a assuré un surcroit de notoriété ces cinq dernières années, consiste à avoir été, des années durant, un éminent philosophe des religions et d'avoir revendiqué son athéisme. Il a fini par considérer, autour de sa 81e année, que non seulement la question de l'existence de Dieu était importante mais encore que l'existence de Dieu était possible selon une variante de l'argument téléologique, que les Anglo-Saxons nomment fine tuning(de la cohérence du monde et de la vie humaine), en quelque sorte, l'argument du meilleur des mondes possibles. Il considère que, plus la complexité du monde apparaît dans les connaissances humaines, plus cet argument est puissant pour fonder le théisme,. Quelques militants de la cause de l'athéisme s'en sont trouvés gênés et ont déclaré pour les uns, que cette conversion était un vœu pieux des croyants, en dépit de la lettre de Flew à Philosophy Now et pour les autres que l'auteur était déjà âgé[réf. nécessaire].

### Philosophies contemporaines

#### Maîtres du soupçon et «mort de Dieu»
Depuis Paul Ricœur, on nomme habituellement « maîtres du soupçon » les penseurs Marx, Nietzsche et Freud.
En Occident, à partir de René Descartes, Blaise Pascal et Grotius notamment, l'existence de Dieu est devenue sujette à la démonstration, et de plus en plus exposée à la critique, concomitante à la crise de la religion chrétienne et l'apparition du protestantisme. Les philosophes du XVIIIe siècle sont critiques mais non pas athées.
On doit à Friedrich Nietzsche la formule « Dieu est mort », mais c'est Feuerbach qui ouvre le feu. La théologie de la mort de Dieu le prendra au mot. Ce courant de pensée n'est, d'ailleurs, étranger ni à l'islam ni au judaïsme.

« Dieu est mort ! Dieu reste mort ! Et c'est nous qui l'avons tué ! Comment nous consoler, nous les meurtriers des meurtriers ? Ce que le monde a possédé jusqu'à présent de plus sacré et de plus puissant a perdu son sang sous notre couteau. — Qui nous lavera de ce sang ? Avec quelle eau pourrions-nous nous purifier ? Quelles expiations, quels jeux sacrés serons-nous forcés d'inventer ? La grandeur de cet acte n'est-elle pas trop grande pour nous ? Ne sommes-nous pas forcés de devenir nous-mêmes des dieux simplement — ne fût-ce que pour paraître dignes d'eux ? »

— Friedrich Nietzsche, Le Gai Savoir

##### Feuerbach, l'essence du christianisme, 1841
Ludwig Feuerbach fait écho aux mutations de la société occidentale moderne que sont le scientisme, la théorie de l'évolution de Darwin, le socialisme, partageant, entre autres, une critique des dogmes religieux, qui ouvre la voie à l'athéisme en considérant la notion de Dieu comme un construct social étranger à la réalité.
Le concept principalement développé dans l'Essence du christianisme peut se résumer en deux points, à savoir, d'une part, Dieu comme aliénation et, d'autre part, l'athéisme comme religion de l'homme.
Ce n'est plus l'homme qui dépend du divin mais le divin qui dépend de l'homme : « le progrès historique des religions consiste en ceci : ce qui dans la religion plus ancienne valait comme objectif, est reconnu comme subjectif, c'est-à-dire, ce qui était contemplé et adoré comme Dieu, est à présent reconnu comme humain […]. Ce que l'homme affirme de Dieu, il l'affirme en vérité de lui-même ». Feuerbach voit ainsi la théologie comme une anthropologie renversée et Dieu comme une sorte de surmoi social, relevant de la sociologie des religions ou de la psychologie individuelle ou collective, en aucun cas de la philosophie.

#### Philosophie et théologies duprocess
La théologie du process est le nom sous lequel on rassemble les œuvres de cette métaphysique sur la nature de Dieu. Cette métaphysique, au contraire des précédentes, transcende les frontières des dénominations religieuses. Même si les penseurs chrétiens (protestants avec John B. Cobb ou catholiques avec, d'une certaine façon, Pierre Teilhard de Chardin et Jean-Luc Marion, ou encore laïcs avec Henri Bergson) ont publié plus d'ouvrages, on trouve aussi des penseurs du Process dans le judaïsme, dans l'hindouisme et dans une moindre mesure dans l'islam. Elle s'est développée autour de deux pôles :
- la critique du cataphatisme par une distinction entre la représentation du Dieu et sa nature ontologique. Ainsi Paul Tillich invite à penser la distance entre les représentations de Dieu (transcendant, donc au-delà des possibilités d'expressions humaines) et la réalité de Dieu. La maxime qui résumerait cet aspect de la pensée de Tillich serait « Dieu est autre chose que ce qu'on en dit ». Dans Dieu au-delà de Dieu[202][source insuffisante], il invite donc à une extrême prudence dans l'affirmation que telle doctrine serait la vérité ultime et, par là, poursuit une réflexion déjà entamée par Maïmonide dans son Guide des égarés, et dans une moindre mesure sous certains aspects par Ibn Arabi.
- la critique du thomisme[203] des sept attributs, en particulier l'omnipotence, l'omniscience, l'immuabilité, l'ubiquité qui a fait la célébrité dans le monde anglo-saxon du livre de Charles Hartshorne Omnipotence and other theological mistakes[204]. Quoique ce livre date des années 1980, la version anglaise n'a pas été traduite en français ; on trouve des échos à cette critique chez un théologien français bien antérieur Wilfred Monod, dans ses conférences Aux croyants et aux athées[205] données autour de 1926.

Toutefois, le chef de file de cette théologie est le mathématicien Alfred North Whitehead dont le livre Procès et réalité, semble constituer la théologie systématique qui demeure peu connue en Europe faute de traduction de son œuvre théologique alors que, aux États-Unis, ses textes sont au programme des études secondaires.
Si la théologie du process est plus particulièrement développée aux États-Unis, elle trouve néanmoins un certain écho en Europe grâce aux travaux d’André Gounelle qui a donné une introduction aux diverses théologies du process sous le titre Le Dynamisme créateur de Dieu.
Whitehead ne donne aucune définition de Dieu. Il en décrit les trois fonctionnalités :
- injecter du possible dans le réel et, par là, lui ouvrir des potentialités, du devenir[note 5],
- trier entre le potentiel et le possible et, par là, permettre efficacement le libre arbitre,
- à défaut de donner un sens, donner une direction au possible. En cela les philosophes du process apportent une relecture de la prédestination chère à Augustin d'Hippone puis aux théologiens protestants. Cette direction est proposée (et non imposée) en sorte de favoriser la meilleure réalisation de chaque entité actuelle[209] et de tendre vers un monde harmonieux[208].

#### Phénoménologie chrétienne
Pour le philosophe chrétien Michel Henry, Dieu n’est rien d’autre que la vie phénoménologique absolue qui donne en permanence chaque ego à lui-même et qui se révèle à nous dans la souffrance comme dans la jouissance de soi, :

« Dieu est Vie, il est l’essence de la Vie, ou, si l’on préfère, l’essence de la vie est Dieu. Disant cela, nous savons déjà ce qu’est Dieu, nous ne le savons pas par l’effet d’un savoir ou d’une connaissance quelconque, nous ne le savons pas par la pensée, sur le fond de la vérité du monde ; nous le savons et ne pouvons le savoir que dans et par la Vie elle-même. Nous ne pouvons le savoir qu’en Dieu. »

## Psychanalyse

### Sigmund Freud
Freud considère que la foi est un symptôme qui exprime un besoin d'être protégé et la détresse qui prolonge celle de l'enfant : Dieu représente un père transfiguré, supérieur au vrai père et meilleur que lui : Dieu a été inventé par l'homme comme « substitut psychotique de la protection parentale que l'homme perçoit comme défaillante », inventant un Dieu bon ainsi que la croyance en la vie éternelle. Même s'il considère que la religion a rendu de grands services à la civilisation, Freud ne pense pas qu'il faille croire à ce qu'il estime être une « névrose obsessionnelle universelle », croire en Dieu revenant par ailleurs à prendre ses désirs pour des réalités. En 1927, dans L'Avenir d'une illusion, Freud écrit : « Il serait certes très beau qu'il y eût un Dieu créateur du monde et une providence pleine de bonté, un ordre moral de l'Univers et une vie après la mort; mais il est cependant très curieux que tout cela soit exactement ce que nous pourrions nous souhaiter à nous-même ».

### Carl Gustav Jung
Carl Gustav Jung, pour qui un symbole est quelque chose qui « renvoie toujours à un contenu plus vaste que son sens immédiat et évident », dit de Dieu qu'il est « le symbole des symboles ». C'est une expression qui ne se veut pas révolutionnaire, mais au contraire dans la continuité des diverses expressions du divin. Les recherches de Jung, dans l'alchimie ou la philosophie chinoise, tentent de relier ce qui est universel dans le ressenti de Dieu. Ces archétypes communs (qui constituent l'inconscient collectif), seraient exprimés par chaque religion de façon différente, mais toujours pour exprimer cette même symbolisation.

## Analyse scientifique
Le mathématicien et logicien Kurt Gödel (1906-1978) qui a ruiné définitivement le grand projet de David Hilbert d'axiomatisation des mathématiques, par son théorème d'incomplétude, adhérait à un Dieu personnel non panthéiste proche de celui de Leibniz, tout en récusant la spécificité des différentes religions. Il a par ailleurs tenté d'établir à Princeton, vers la fin de sa vie, une preuve formelle de l'existence de Dieu utilisant la méthode axiomatique connue sous le nom de preuve ontologique de Gödel : partant de différents postulats et définitions, elle débouche par voie déductive sur les théorèmes régissant l'existence de Dieu. Ajoutons qu'elle procède dans la ligne de la preuve ontologique d'Anselme de Canterbury. Précisons en outre, que la preuve de Gödel a été depuis remise en question par Jordan Sobel.

### Incompatibilité avec la science?
La question de l'incompatibilité entre les magistères de la religion et la science a été théorisée par l'agnostique Stephen Jay Gould co-inventeur avec Niles Eldredge de la théorie des équilibres ponctués, dans son concept de non-recouvrement des magistères. Il y prône « le respect mutuel sans empiètement quant aux matières traitées, entre deux composantes de la sagesse dans une vie de plénitude : notre tendance à comprendre le caractère factuel de la nature (c'est le magistère de la science) et notre besoin de trouver du sens à notre propre existence et une base morale pour notre action (le magistère de la religion) ».
Des théologiens, tels qu'Alister Edgar McGrath, font également valoir que l'existence de Dieu ne peut être statuée sur le pour ou le contre à l'aide de la méthode scientifique. C'est ainsi que Georges Lemaître, étant prêtre catholique, fut très attentif à tenir soigneusement à l'écart de sa foi catholique ses travaux concernant la théorie du Big Bang dont il fut l'un des premiers initiateurs.

### Association avec la science
Selon le biologiste athée Richard Dawkins, un scientifique peut porter un regard scientifique sur l'éventuelle gouvernance d'un dieu sur la nature en ce sens qu'un astronome est plus qualifié qu'un théologien à propos des questions cosmologiques. À l'argument qu'on lui oppose de n'être pas suffisamment formé dans les matières qu'il critique, il explique qu'il n'est pas besoin d'étudier la théologie pastafarienne pour ne pas croire au Monstre en Spaghettis volant ni d'être dépositaire d'une particulière érudition pour désavouer les contes de fée ou l'astrologie. Son ouvrage a suscité une controverse nourrissant des critiques souvent issues de milieux confessionnels chrétiens tandis que certains estiment que les publications de Dawkins ouvrent l'ère d'un fondamentalisme athée.
Exposant son approche de l'argument cosmologique au cours d'un débat sur la science et Dieu avec John Lennox au Musée d'histoire naturelle de l'université d'Oxford en octobre 2008, Dawkins explique que, selon lui, il existe un aspect « inconnaissable » à la création de l'Univers que l'on pourrait attribuer à un dieu si on entend par là une « singularité qui aurait donné naissance à son existence ». Selon lui, s'opposant à la vision théiste des miracles auxquels croit John Lennox, un plaidoyer sérieux pourrait être élaboré en faveur d’une explication déiste de l'Univers, à laquelle lui-même ne souscrirait cependant pas. Explicitant Stephen Hawking et la notion d'« esprit de Dieu » qu'il rapproche de la conception d'Albert Einstein, Dawkins voit le terme comme une métaphore, une manière poétique d'exprimer un état ou un moment où les physiciens auraient unifié leurs théories et auraient l'explication et la compréhension de tout. Dieu est ainsi une manière de désigner « ce que nous ne comprenons pas ». Néanmoins, pas plus Hawking qu'Einstein n'ont foi en un Dieu personnel : suivant Dawkins qui partage le même point de vue, ce qu'Einstein appelle « Dieu » correspond aux lois de la nature dont le mystère inspire un sentiment de révérence, que Dawkins se refuse pour sa part à nommer de la sorte.
Philippe Quentin, professeur de physique à l'université de Bordeaux, rapporte qu'Einstein a soutenu que la science ne peut pas contredire sa conception de la religion, au sujet de laquelle le célèbre savant a écrit dans son ouvrage Out of my later year : « Je ne peux pas concevoir un Dieu personnel qui pourrait influencer directement les actions des individus (…). Ma religion consiste en une humble admiration pour l'esprit infiniment supérieur qui se révèle lui même dans le peu que (…) nous pouvons comprendre de la réalité ».
À côté du renouveau de la philosophie thomiste (le néothomisme) il s'est développé au tout début du XXe siècle une métaphysique contemporaine qui tient compte du progrès scientifique tel que le représentent la physique quantique, les théories de l'évolution, la psychanalyse[réf. nécessaire]. C'est ainsi, par exemple que l'espagnol Mariano Artigas (1938-2006), membre de l'Académie pontificale saint Thomas d'Aquin, à la fois théologien et physicien a travaillé en épistémologie de manière à distinguer mais sans dissocier l'ontologie métaphysique qui traite de Dieu, et les démarches scientifiques qui sont autonomes. Il a écrit en particulier: Ciencia, Razon y Fe (2004), Filosofia de la naturaleza (2003), Filosofia de la Scientia (1999). En outre il a collaboré avec Karl W. Giberson à un ouvrage visant à répondre aux critiques visant Dieu provenant de divers savants athées, dont le prix Nobel de physique Steven Weinberg, Stephen Hawking et Richard Dawking[source secondaire nécessaire].

## Théologies

### Sexe
Sur les attributs féminins du Dieu judaïque, voir Thomas Römer, Dieu obscur : le sexe, la cruauté et la violence dans l'Ancien Testament.
Si Dieu est souvent représenté comme un homme, cette question est objet de débats, notamment chez les philosophes, voir, par exemple, sous la direction de Jacques Maître, Religion et sexualité.

### Noms de Dieu
C'est une difficulté si le Dieu dont on parle relève de la transcendance et si l'on souhaite dépasser le cadre confessionnel.
Selon John Hick : « Au premier cercle, nous rencontrons un problème de terminologie auquel aucune solution satisfaisante ne peut être proposée. Comment devons-nous nommer cette réalité transcendante à laquelle nous supposons que la religion constitue la réponse humaine ? On peut pencher initialement pour le rejet de « Dieu », parce que trop théiste - si l'on retient que l'éventail des religions inclut les plus grandes traditions non-théistes comme les théistes - et considérer des alternatives telles que « Le Transcendant », « Le Divin », « Le Dharma », « l'Absolu », « Le Tao », « L'Être en soi-même », « Brahman », « L'ultime réalité divine ». Le fait est que nous ne disposons pas d'un terme parfaitement libre vis-à-vis d'une quelconque tradition ou susceptible de les transcender. C'est pourquoi on en vient à utiliser le terme fourni par l'une de ces traditions, toutefois l'utilisant (ou ayant conscience de mal l'utiliser) d'une façon qui force ses frontières. Comme chrétien, je serais assez d'accord pour utiliser « Dieu » mais je ne l'utiliserais pas dans son sens absolument théiste. C'est donc un danger pour l'auteur comme pour le lecteur de passer sans l'avoir remarqué et de régresser au sens strict et standard de ce terme ; tous deux doivent demeurer vigilants contre cela. Je parlerai donc de Dieu dans ce qui suit, avec cette restriction importante que c'est une question ouverte de savoir, à ce moment du propos, si Dieu est personnel. Nous serons conduits, je le présume, à distinguer Dieu de « Dieu comme il est conçu et perçu par les hommes ». Dieu n'est ni une personne ni un objet mais la réalité transcendante telle qu'elle est conçue et expérimentée par diverses mentalités humaines, notamment soit de façon personnelle, soit de façon non-personnelle ». Dieu peut avoir un nom défini, comme YHWH ou Allah, nom que les croyants énoncent souvent avec réserve et déférence, préférant l'usage de ses surnoms ou attributs, qui tendent à approximer son ineffabilité foncière. Certaines religions demandent ou édictent qu'on ne prononce jamais son nom hors d'un contexte rituel et sacré.

## Médias

### Art
Lors de la mutation du monolâtrisme — ou de l'hénotéisme — yahviste vers le début du VIe siècle, le Dieu unique, transcendant, devient « un souverain invisible plus puissant encore » et par là frôle l'idolâtrie[pas clair]. On en vient donc à ne pas le représenter, même au moyen d'un objet ou d'un symbole.
Ainsi, les trois monothéismes dits abrahamiques s'accordent pour déclarer Dieu irreprésentable, qu'il ne peut exister aucune représentation qui lui ressemble, de par sa nature transcendante. Cependant, la foi en l'Incarnation du Verbe de Dieu en Jésus de Nazareth a singularisé sur ce plan le christianisme : croire que Jésus est Dieu fait homme permet d'affirmer la représentativité de Dieu en Jésus-Christ. Le christianisme, particulièrement latin - est ainsi le seul des trois monothéismes abrahamiques « qui ait toléré, puis accepté, légitimé, suscité et pratiqué une formidable galerie de portraits du Dieu unique ».

### Littérature

#### Romans / nouvelles
- G. K. Chesterton, Le Nommé Jeudi, Folio
- Pierre Daninos, Les Carnets du bon Dieu, Livre de poche
- Fiodor Dostoïevski, Le Grand Inquisiteur
- Franco Ferrucci, La Création, Autobiographie de Dieu, rééd. Pocket
- Jean d'Ormesson, Dieu, sa vie, son œuvre, Gallimard, 1986 ; rééd. Folio
- Éric-Emmanuel Schmitt, L'Homme qui voyait à travers les visages (2016).

#### Théâtre
- Éric-Emmanuel Schmitt, Le Visiteur

#### Autre
- Alfred Jarry, « De la surface de Dieu »[243], dans Gestes et opinions du docteur Faustroll, pataphysicien.
- La Saint Dieu, retraité est célébrée le 6 gidouille du calendrier pataphysique, soit le 20 juin.
- Boris Vian, Mémoire concernant le calcul numérique de Dieu par des méthodes simples et fausses, Cymbalum pataphysicum, 1977.
- René Daumal, Le Catéchisme, 1953, Collège de ’Pataphysique ; rééd. le Signe de la Licorne, 2016 et la Part Commune, 2016.